# وزارة شؤون المغتربين (اليمن)
وزارة شؤون المغتربين هي أحد وزارات الحكومة اليمنية، وتهتم بشؤون المغتربين اليمنيين خارج البلاد.

## الوزير
الوزير الحالي هو أحمد عوض بن مبارك، وزير الخارجية وشؤون المغتربين، منذ 18 ديسمبر 2020م.

## الأهداف
تهدف وزارة شئون المغتربين إلى رعاية المغتربين في الخارج والداخل وتوثيق صلاتهم وروابطهم بالوطن وتحقيق مشاركتهم في التنمية الاقتصادية والاجتماعية وذلك طبقا للدستور والسياسة العامة للدولة والقوانين النافذة ولها في سبيل ذلك تحقيق المهام والاختصاصات التالية:
1. رسم الاستراتيجيات والسياسات الكفيلة بتحقيق أهداف الوزارة في مجال رعاية المغتربين واقتراح القوانين والخطط والوسائل اللازمة لتحقيقها .
2. تنسيق الجهود مع الجهات ذات العلاقة لاستيعاب المغتربين في سياسات وخطط التنمية الاجتماعية والاقتصادية وكذا لأغراض تحسين نوعية الخدمات والتسهيلات اللازمة لهم .
3. تامين استفادة المغتربين من الخدمات والتسهيلات والحقوق الاجتماعية والاقتصادية والسياسية المكفولة لهم بمقتضى الدستور والقوانين النافذة .
4. الحفاظ على الهوية الثقافية للمغتربين وتوثيق صلاتهم وروابطهم بالوطن .
5. اتخاذ التدابير الكفيلة بتوحيد وتنظيم جهود المغتربين لتفعيل مركزهم ودورهم في بلدان اغترابهم من جهة ولضمان مشاركتهم في عملية التنمية الاجتماعية والاقتصادية في وطنهم من جهة أخرى .
6. تنظيم وتوسيع الاتصال وقنواته مع المغتربين وهيئاتهم في الخارج وتسمية مندوبين للوزارة في مناطق الاغتراب ذات الكثافة طبقا للإجراءات النظامية .
7. إرساء وتشغيل نظام للمعلومات يكفل توفير كافة البيانات والمعلومات الأساسية النوعية والكمية عن المغتربين اليمنيين والجاليات العاملة في اليمن .
8. الإسهام في وضع وتحسين التشريعات الوطنية في مجال الهجرة وشئون المغتربين والمشاركة في المفاوضات المنظمة للهجرة وانتقال العمالة مع البلدان الأخرى .
9. دراسة النظم والأوضاع القانونية في بلدان الاغتراب والاتفاقيات الدولية ذات العلاقة لتحسين تمثيل ومتابعة مصالح المغتربين وإسداء المشورة لهم .
10. تبين مصالح وقضايا المغتربين في الخارج والداخل ومتابعتها والدفاع عنها بالوسائل المناسبة .
11. الإسهام في تنمية علاقات التعاون مع بلدان الاغتراب لتعزيز مركز المغتربين وحماية مصالحهم .
12. القيام باية مهام أخرى تقتضيها طبيعة وظائفها او بمقتضى القوانين والقرارات النافذة او تكلف بها من قبل مجلس الوزراء .